# DPT
DPT (англ. Dermatopontin) – білок, який кодується однойменним геном, розташованим у людей на короткому плечі 1-ї хромосоми.  Довжина поліпептидного ланцюга білка становить 201 амінокислот, а молекулярна маса — 24 005.
| 10         |  | 20         |  | 30         |  | 40         |  | 50         |
| ---------- |  | ---------- |  | ---------- |  | ---------- |  | ---------- |
| MDLSLLWVLL |  | PLVTMAWGQY |  | GDYGYPYQQY |  | HDYSDDGWVN |  | LNRQGFSYQC |
| PQGQVIVAVR |  | SIFSKKEGSD |  | RQWNYACMPT |  | PQSLGEPTEC |  | WWEEINRAGM |
| EWYQTCSNNG |  | LVAGFQSRYF |  | ESVLDREWQF |  | YCCRYSKRCP |  | YSCWLTTEYP |
| GHYGEEMDMI |  | SYNYDYYIRG |  | ATTTFSAVER |  | DRQWKFIMCR |  | MTEYDCEFAN |
| V          |  |            |  |            |  |            |  |            |

A: Аланін

C: Цистеїн

D: Аспарагінова кислота

E: Глутамінова кислота

F: Фенілаланін

G: Гліцин

H: Гістидин

I: Ізолейцин

K: Лізин

L: Лейцин

M: Метіонін

N: Аспарагін

P: Пролін

Q: Глутамін

R: Аргінін

S: Серин

T: Треонін

V: Валін

W: Триптофан

Задіяний у такому біологічному процесі як клітинна адгезія. 
Локалізований у позаклітинному матриксі.
Також секретований назовні.